# Simon Whitlock
Simon Whitlock (* 3. března 1969 Cessnock) je australský profesionální hráč šipek, který se účastnil v letech 2004 až 2009 turnajů organizace British Darts Organisation (BDO) a od roku 2009 člen okruhu Professional Darts Corporation (PDC). Jehou šipkařskou přezdívkou je The Wizard, jeho doprovodnou hudbou je „Down Under“ od Men at Work.
Mezi jeho největší úspěchy patří vítězství na Mistrovství Evropy v šipkách v roce 2012 a titul na World Cup of Darts z roku 2022, který vybojoval po boku Damona Hety. Dvakrát hrál finále na mistrovství světa, poprvé v organizaci BDO v roce 2008, o dva roky později v rámci turnaje PDC. Zároveň se stal prvním a jediným hráčem, který došel do finále mistrovství světa v obou organizacích, ale ani jednou nevyhrál.

## Osobní život
Whitlock má tři syny ze dvou předchozích manželství: Nicholase (* 1991), Masona (* 2003) a Lockyho (* 2007). Je fanouškem fotbalového klubu Portsmouth FC.

## Výsledky na mistrovství světa

### BDO
- 2005: Semifinále (porazil ho Martin Adams 0–5)
- 2006: Druhé kolo (porazil ho Paul Hanvidge 2–4)
- 2007: Druhé kolo (porazil ho Niels de Ruiter 3–4)
- 2008: Finalista (porazil ho Mark Webster 5–7)
- 2009: Druhé kolo (porazil ho Darryl Fitton 2–4)

### PDC
- 2003: Třetí kolo (porazil ho Richie Burnett 3–5)
- 2010: Finalista (porazil ho Phil Taylor 3–7)
- 2011: Třetí kolo (porazil ho Vincent van der Voort 2–4)
- 2012: Semifinále (porazil ho Andy Hamilton 5–6)
- 2013: Čtvrtfinále (porazil ho Raymond van Barneveld 1–5)
- 2014: Semifinále (porazil ho Peter Wright 2–6)
- 2015: První kolo (porazil ho Darren Webster 1–3)
- 2016: První kolo (porazil ho Ricky Evans 2–3)
- 2017: Druhé kolo (porazil ho Darren Webster 0–4)
- 2018: Druhé kolo (porazil ho Darren Webster 1–4)
- 2019: Druhé kolo (porazil ho Ryan Joyce 0–3)
- 2020: Čtvrté kolo (porazil ho Gerwyn Price 2–4)
- 2021: Třetí kolo (porazil ho Krzysztof Ratajski 0–4)
- 2022: Druhé kolo (porazil ho Martijn Kleermaker 1–3)
- 2023: Druhé kolo (porazil ho José de Sousa 2–3)
- 2024: Druhé kolo (porazil ho Gary Anderson 0–3)

## Finálové zápasy

### Major turnaje BDO: 1
| Výsledek  | No. | Rok  | Turnaj            | Soupeř       | Skóre   |
| --------- | --- | ---- | ----------------- | ------------ | ------- |
| Finalista | 1.  | 2008 | Mistrovství světa | Mark Webster | 5–7 (s) |

### Major turnaje PDC: 7 (1 titul)
| Legenda                   |
| ------------------------- |
| Mistrovství světa (0–1)   |
| Premier League (0–1)      |
| World Grand Prix (0–1)    |
| Mistrovství Evropy (1-2)  |
| Championship League (0-1) |

| Výsledek  | No. | Rok  | Turnaj              | Soupeř       | Skóre    |
| --------- | --- | ---- | ------------------- | ------------ | -------- |
| Finalista | 1.  | 2010 | Mistrovství světa   | Phil Taylor  | 3–7 (s)  |
| Finalista | 2.  | 2012 | Premier League      | Phil Taylor  | 7–10 (l) |
| Vítěz     | 1.  | 2012 | Mistrovství Evropy  | Wes Newton   | 11–5 (l) |
| Finalista | 3.  | 2012 | Championship League | Phil Taylor  | 4–6 (l)  |
| Finalista | 4.  | 2013 | Mistrovství Evropy  | Adrian Lewis | 6–11 (l) |
| Finalista | 5.  | 2017 | World Grand Prix    | Daryl Gurney | 4–5 (s)  |
| Finalista | 6.  | 2018 | Mistrovství Evropy  | James Wade   | 8–11 (l) |

### Světová série PDC: 1
| Legenda                     |
| --------------------------- |
| World Series of Darts (0-1) |

| Výsledek  | No. | Rok  | Turnaj                  | Soupeř             | Skóre    |
| --------- | --- | ---- | ----------------------- | ------------------ | -------- |
| Finalista | 1.  | 2014 | Singapore Darts Masters | Michael van Gerwen | 8-11 (l) |

### Týmové turnaje PDC: 2 (1 titul)
| Výsledek  | No. | Rok  | Turnaj             | Tým       | Spoluhráč      | Soupeři                              | Skóre   |
| --------- | --- | ---- | ------------------ | --------- | -------------- | ------------------------------------ | ------- |
| Finalista | 1.  | 2012 | World Cup of Darts | Austrálie | Paul Nicholson | Anglie – Phil Taylor a Adrian Lewis  | 3–4 (m) |
| Vítěz     | 1.  | 2022 | World Cup of Darts | Austrálie | Damon Heta     | Wales – Gerwyn Price a Jonny Clayton | 3–1 (m) |

## Zakončení devíti šipkami
| Datum           | Soupeř        | Turnaj               | Způsob                          |
| --------------- | ------------- | -------------------- | ------------------------------- |
| 17. května 2012 | Andy Hamilton | Premier League Darts | 3 × T20; 3 × T20; T20, T15, D18 |